# Quận Harrison, Missouri
Quận Harrison là một quận thuộc tiểu bang Missouri, Hoa Kỳ.